# Live! (Bob-Marley-&-The-Wailers-Album)
Live! ist ein Reggae-Album von Bob Marley & The Wailers, veröffentlicht am 5. Dezember 1975. Es ist das erste Album Marleys, das ausschließlich aus Livemitschnitten besteht. Live! entstand während eines Konzerts am 18. Juli 1975 im Lyceum Ballroom in London.

## Trackliste
Alle Titel wurden, sofern nicht anders angegeben, von Bob Marley geschrieben.

### Seite Eins
1. Trenchtown Rock – 4:00
2. Burnin’ and Lootin’ – 4:55
3. Them Belly Full (But We Hungry) (Leon Cogill, Carlton Barrett) – 4:24
4. Lively Up Yourself – 4:24

### Seite Zwei
1. No Woman, No Cry (Vincent Ford) – 7:11
2. I Shot the Sheriff – 5:20
3. Get Up, Stand Up (Bob Marley, Peter Tosh) – 6:19

### CD-Wiederveröffentlichung 2001
Die CD von 2001 enthält zusätzlich als Bonus-Track Kinky Reggae, das bereits als B-Seite der Single No Woman, No Cry veröffentlicht worden war.

### Deluxe-Ausgabe 2016
Im Dezember 2016 erschien eine 3-LP-Box, die zusätzlich zum bisherigen Inhalt auch das komplette bislang unveröffentlichte Konzert vom Vortag enthält.

## Kommerzieller Erfolg

### Chartplatzierungen
| ChartsChartplatzierungen       | Höchstplatzierung | Wochen |
| ------------------------------ | ----------------- | ------ |
| Vereinigte Staaten (Billboard) | 90 (9 Wo.)        | 9      |
| Vereinigtes Königreich (OCC)   | 38 (11 Wo.)       | 11     |

### Auszeichnungen für Musikverkäufe
| Land/Region                  | Auszeichnungen für Musikverkäufe (Land/Region, Auszeichnung, Verkäufe) | Verkäufe  |
| ---------------------------- | ---------------------------------------------------------------------- | --------- |
| Deutschland (BVMI)           | Gold                                                                   | 250.000   |
| Frankreich (SNEP)            | Gold                                                                   | 100.000   |
| Niederlande (NVPI)           | Platin                                                                 | 100.000   |
| Österreich (IFPI)            | Gold                                                                   | 25.000    |
| Schweiz (IFPI)               | Gold                                                                   | 25.000    |
| Vereinigte Staaten (RIAA)    | Gold                                                                   | 500.000   |
| Vereinigtes Königreich (BPI) | Silber                                                                 | 60.000    |
| Insgesamt                    | 1× Silber · 5× Gold · 1× Platin ·                                      | 1.060.000 |

Hauptartikel: Bob Marley/Auszeichnungen für Musikverkäufe